# Nikołaj Andruszczenko
Nikołaj Stiepanowicz Andruszczenko, ros. Николай Степанович Андрущенко (ur. 10 września 1943  w Leninogorsku, zm. 19 kwietnia 2017 w Petersburgu) – rosyjski dziennikarz.
W latach 1990–1993 był radnym Petersburga. Był współzałożycielem tygodnika „Nowy Petersburg”, jednej z pierwszych prywatnych gazet w Rosji. Zajmował się dziennikarstwem śledczym, pisał artykuły o prawach człowieka w Rosji, sprawach kryminalnych, korupcji i brutalności policji. 
W listopadzie 2007 roku był aresztowany na dwa miesiące pod zarzutem zniesławienia sędziów i utrudniania pracy wymiarowi sprawiedliwości, przy czym według jego kolegów z redakcji zatrzymanie miało związek z krytyką lokalnych władz oraz popieraniem opozycji przed wyborami parlamentarnymi w Rosji. W roku 2008 został oskarżony o zniesławienie i podżeganie do ekstremistycznej działalności, jednak zarzuty później oddalono.  
9 marca 2017 Andruszczenkę znaleziono ciężko pobitego na ulicy. Po przewiezieniu do szpitala przeszedł operację mózgu, ale nie odzyskał przytomności. Zmarł 19 kwietnia 2017 roku. Apel do władz rosyjskich o odnalezienie i ukaranie sprawców jego śmiertelnego pobicia wystosowali organizacja Committee to Protect Journalists oraz dyrektor generalna UNESCO Irina Bokowa.